# Santa Comba (Ponte de Lima)
Santa Comba es una freguesia portuguesa del concelho de Ponte de Lima, con 1,66 km² de superficie y 680 habitantes (2001). Su densidad de población es de 409,6 hab/km².